# Xie Lingyun
Xie Lingyun, 謝靈運, o Xie Kanglo (385-433), escritor chino, fue uno de los escritores más destacados del período de desunión conocido como el de las Dinastías Meridionales y Septentrionales.
Nacido en Shangyu, (Zhejiang), sus antepasados procedían de Taikang (Henan). Xie sirvió como funcionario en las dinastías Jin Oriental y Liu-Song; pero las intrigas partidarias condujeron a su renuncia y exilio. Más tarde, su actitud desafiante a las autoridades hicieron que éstas decretaran su arresto y, como se resistiera a ser detenido, fue capturado y ejecutado en 433 a la edad de 48 años.
Xie Lingyun fue un devoto budista y se le consideraba un poeta de la naturaleza, de hecho iniciando la tradición poética china de "montañas y ríos", en contraste con la de "campos y jardines". Su poesía es alusiva y compleja.